# Zweikomponentensystem (Zellbiologie)
Zweikomponentensystem (Two-Component System, TCS) bezeichnet in der Zellbiologie ein recht allgemeines System der Weiterleitung von Informationen der Umgebung in eine Zelle.
Lebende Zellen sind darauf angewiesen, dass externe Signale, die eine Änderung der Umgebung anzeigen (also z. B. eine Druckänderung oder Gradienten von Nahrungsmolekülen), ins Zellinnere weitergeleitet werden. Dieser Signaltransduktion genannte Prozess erlaubt es der Zelle, angemessen auf das Signal zu reagieren. In vielen Zellen wird hierzu ein Schema verwendet, bei dem unter anderem zwei Proteinkomponenten beteiligt sind, die immer die gleiche Aufgabe übernehmen. Man spricht von einem Zweikomponentensystem. Zweikomponentensysteme findet man in Bakterien, Archaebakterien, eukaryotischen Einzellern, Pilzen und höheren Pflanzen, jedoch nicht in Säugerzellen.
In Bakterien bestehen die meisten Zweikomponentensysteme aus einem Transmembranprotein, das als Sensor fungiert und einem zytoplasmatischen Protein, das die Regulation eines Prozesses steuert. Das Sensorprotein reagiert auf ein äußeres Signal, indem eine Phosphatgruppe an eine bestimmte Stelle des Proteins gebunden wird. Genauer, es wird ein Histidin phosphoryliert. Das Sensorprotein ist also gleichzeitig eine Kinase, weshalb man auch von Sensorkinase spricht. In einem zweiten Schritt wird die Phosphatgruppe auf das Regulationsprotein übertragen, das hierdurch aktiviert wird. Das aktivierte Regulationsprotein greift in der Regel in die Genexpression ein. Eine Ausnahme bildet hier die Chemotaxis, bei der das Regulationsprotein direkt die Schwimmrichtung des Bakteriums beeinflusst.
In höheren Zellen ist der Prozess komplizierter, da mehr Komponenten beteiligt sind. Dies erlaubt den Zellen eine feiner abgestufte Reaktion auf einen äußeren Reiz.

## Beispiele für Zweikomponentensysteme
- ArcBA
- Histidinkinase
- NarXL-System
- Regulation der Stoffwechselwege
- Reizabhängige Kontrolle des Flagellenmotors